# Ramón Artemio Staffolani
Ramón Artemio Staffolani (ur. 17 sierpnia 1930, zm. 8 marca 2006), argentyński duchowny katolicki, biskup.
Święcenia kapłańskie przyjął 18 września 1954. W lipcu 1990 został mianowany biskupem-koadiutorem diecezji Río Cuarto, sakrę odebrał 16 września 1990 z rąk dotychczasowego ordynariusza tej diecezji, Adolfo Arany. Po przejściu Arany na emeryturę w kwietniu 1992 ks. Staffolani został ordynariuszem Río Cuarto. W lipcu 1995 diecezja zmieniła nazwę na Villa de la Concepción del Río Cuarto.
We wrześniu 2004 Staffolani obchodził jubileusz 50-lecia święceń kapłańskich. 21 lutego 2006 przeszedł w stan spoczynku (w związku z osiągnięciem wieku emerytalnego 75 lat), zmarł kilka tygodni później.